# Beștepe
Beștepe es una comuna ubicada en el distrito de Tulcea, Rumanía.A su vez está compuesta por 3 pueblos: Băltenii de Jos; Băltenii de sus; y Beștepe, la capital. 
Posee una superficie de 44,55 kilómetros cuadrados.

## Demografía
Hasta 2021 la población era de 1510 habitantes, con una densidad de población de 33,89 habitantes por kilómetro cuadrado.